# Thị trường chứng khoán phi tập trung
Thị trường chứng khoán phi tập trung (Thị trường OTC - over the counter market) là thị trường chứng khoán xuất hiện sớm nhất của sự phát triển và hình thành thị trường chứng khoán và là bộ phận hữu cơ của thị trường chứng khoán.

## Hình thành và Phát triển OTC
Giai đoạn đầu của sự hình thành và phát triển của thị trường chứng khoán; việc mua, bán chứng khoán chủ yếu được thực hiện thông qua các quầy của ngân hàng, các công ty chứng khoán. Phương thức giao dịch chủ yếu là mua bán trực tiếp thủ công, thương lượng giá.
Khi Thị trường chứng khoán đã phát triển, hoạt động của thị trường được thực hiện bởi một mạng lưới các nhà môi giới và tự doanh chứng khoán mua bán với nhau và với các nhà đầu tư ở các địa điểm phân tán khác nhau mà không có trung tâm giao dịch. Các loại chứng khoán giao dịch trên thị trường này là chứng khoán chưa niêm yết, chủ yếu là của doanh nghiệp nhỏ và vừa. Việc giao dịch được thực hiện thông qua mạng điện thoại, internet; giá cả chứng khoán giao dịch được xác định dựa trên cơ sở thỏa thuận, thương lượng. Chính vì vậy, thực chất Thị trường chứng khoán phi tập trung là Thị trường giao dịch ngoài quầy (OTC - over the counter market) theo nghĩa đen của nó.
Thị trường chứng khoán phi tập trung được đặt dưới sự quản lý, điều hành của các tổ chức do pháp luật quy định và chịu sự quản lý của nhà nước.
Với sự phát triển của kỹ thuật tin học, Thị trường chứng khoán phi tập trung phát triển rất nhanh chóng trở thành một loại hình chứng khoán hiện đại. Thị trường chứng khoán phi tập trung - OTC (khác với thị trường chứng khoán chợ đen) là một thị trường chứng khoán được tổ chức chặt chẽ bởi các tổ chức theo quy định của pháp luật và chịu sự quản lý của Nhà nước.
Trên thị trường OTC, chứng khoán được giao dịch là chứng khoán chưa niêm yết ở Sở Giao dịch Chứng khoán; việc giao dịch được thực hiện bởi một màng lưới các nhà môi giới, tự doanh chứng khoán và nhà tạo lập thị trường liên kết với nhau và liên kết với trung tâm quản lý thông qua mạng dịch vụ viễn thông dữ liệu diện rộng; cơ chế xác lập giá chủ yếu là dựa trên cơ sở thương lượng giá.
 Lưu ý: Thị trường OTC và Thị trường chứng khoán chợ đen là hai khái niệm hoàn toàn khác nhau - Ở Việt Nam, nhiều nhà đầu tư hay hiểu lầm thị trường OTC là thị trường chợ đen. Thị trường chợ đen không có sự quản lý của nhà nước, nên độ rủi ro rất cao.

## Đặc điểm OTC
- Hình thức tổ chức: về cơ bản thị trường OTC không có địa điểm giao dịch tập trung giữa bên mua và bên bán như đối với thị trường chứng khoán tập trung (Sở Giao dịch Chứng khoán). Tuy nhiên, vì kỹ thuật tin học phát triển và việc sử dụng mạng thông tin dữ liệu trên diện rộng đã làm cho việc giao dịch trên thị trường OTC có tính tập trung cao hơn.
- Chứng khoán giao dịch trên thị trường là chứng khoán chưa đủ tiêu chuẩn niêm yết trên Sở Giao dịch Chứng khoán, trong đó chủ yếu là của công ty nhỏ và vừa; chính vì thế, chứng khoán trên thị trường này có độ rủi ro cao hơn so với chứng khoán trên Sở Giao dịch Chứng khoán. Tiêu chuẩn để chứng khoán được giao dịch trên thị trường OTC thấp hơn, linh hoạt hơn so với tiêu chuẩn niêm yết ở Sở Giao dịch Chứng khoán.
- Thị trường chứng khoán phi tập trung hiện đại là thị trường được tổ chức chặt chẽ, sử dụng hệ thống mạng tin học diện rộng liên kết với tất cả các đối tượng tham gia thị trường.
- Cơ chế xác lập giá trên thị trường OTC chủ yếu dựa trên cơ sở thương lượng, thỏa thuận giá giữa bên mua và bên bán.
- Hệ thống các nhà tạo lập thị trường.
- Cơ chế thanh toán trên thị trường OTC là linh hoạt, đa dạng hơn so với phương thức thanh toán bù trừ đa phương thống nhất ở Sở Giao dịch Chứng khoán.
- Quản lý thị trường OTC được thực hiện theo hai cấp: cấp quản lý nhà nước và cấp tự quản.

## Phương thức giao dịch OTC
Phương thức giao dịch trên thị trường OTC khá đa dạng; Tuy vậy có 3 phương thức giao dịch chủ yếu:
1. Phương thức giao dịch thỏa thuận giản đơn
2. Phương thức giao dịch báo giá
3. Phương thức giao dịch có sự tham gia của nhà tạo lập thị trường